# Regione di Pasco
Il dipartimento di Pasco (25.319 km², 277.475 ab., capoluogo Cerro de Pasco, Perù) è una regione del Perù che corrisponde al versante orientale della Cordigliera Occidentale.
Il capoluogo, Cerro de Pasco, si trova su di un vasto altopiano detto Meseta de Bombón, che si estende fino alla regione di Junín.
Pasco è la più importante area mineraria del Perù, vi si estraggono piombo, zinco, argento e carbone

## Geografia fisica
Confina:
- a nord con la regione di Huánuco
- a est con la regione di Ucayali
- a sud con la regione di Junín
- a ovest con la regione di Lima

L'area settentrionale della regione è molto scoscesa mentre nella zona orientale si trovano vasti altopiani. 
I fiumi che attraversano la regione fanno parte del bacino del Rio delle Amazzoni. Il più importante è il fiume Huallaga che dopo aver attraversato le regioni di Huánuco, San Martín e Loreto sfocia nel Marañón.
Agricoltura: si coltivano cereali, canna da zucchero, caffè, cacao e banane.

## Geografia antropica

### Suddivisioni amministrative

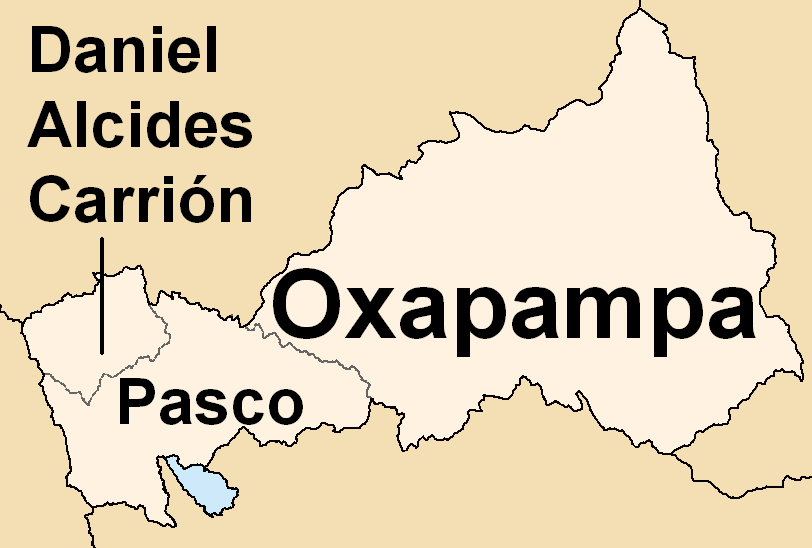
Province della regione di Piura

La regione è suddivisa in 3 province che sono composte di 28 distretti. Le province, con i relativi capoluoghi tra parentesi, sono:
- Daniel Alcides Carrión (Yanahuanca)
- Oxapampa (Oxapampa)
- Pasco (Cerro de Pasco)

## Educazione
- Università nazionale Daniel Alcides Carrión, Cerro de Pasco